# Neutralität der Schweiz
Die Neutralität der Schweiz ist einer der wichtigsten Grundsätze ihrer Aussenpolitik. Sie bedeutet, dass sich die Schweiz nicht militärisch an bewaffneten Konflikten zwischen anderen Staaten beteiligt. Die schweizerische Neutralität ist im Grundsatz selbstgewählt, dauernd und bewaffnet. Sie wird nicht als Selbstzweck, sondern immer als ein Instrument der schweizerischen Aussen- und Sicherheitspolitik verstanden. Inhalt und Tragweite der schweizerischen Neutralität haben sich hingegen im Laufe der Geschichte immer wieder gewandelt.
Die Bundesverfassung gibt der schweizerischen Regierung den Auftrag und der Bundesversammlung die Aufgabe, «Massnahmen zur Wahrung der äusseren Sicherheit, der Unabhängigkeit und der Neutralität der Schweiz» (Art. 185) zu treffen.

## Entstehungsgeschichte
Die moderne «dauernde Neutralität» der Schweiz geht auf den Wiener Kongress von 1814/1815 zurück. Eine neutrale Schweiz erwies sich für die beteiligten Grossmächte als sinnvolle Lösung im Rahmen der umfassenden Neuordnung der Grenzziehungen und politischen Verhältnisse in Europa, nachdem zuvor verschiedenste andere Vorschläge für das Territorium der Alten Eidgenossenschaft gemacht worden waren. So hätten sowohl Frankreich als auch Österreich die Schweiz gerne als Satellitenstaat beherrscht, Preussen wollte die Schweiz in den Deutschen Bund eingliedern, sogar die Einrichtung eines Königreichs auf dem Gebiet der Schweiz wurde diskutiert. Der Historiker Andreas Suter führt es auf diese «Vielzahl von sich überschneidenden und gegenseitig ausschliessenden Plänen» zurück, dass sich letztlich keine Macht durchsetzen konnte und die Unabhängigkeit der Schweiz erhalten blieb, zumal auch in der Schweiz selbst die Meinungen zu den diskutierten Lösungen stark auseinandergingen. Die Grossmächte wollten, so André Holenstein (2014), «eine Wiederholung der Erfahrung der Jahre 1798 bis 1813 unbedingt vermeiden», als mit Frankreich eine einzelne Grossmacht den Raum der Schweiz unter ihre Kontrolle gebracht hatte. Für eine neutrale Schweiz eingesetzt hatte sich am Wiener Kongress dabei besonders der Genfer Politiker Charles Pictet de Rochemont.
Im Ergebnis gaben die Signatarstaaten des Vertrags mit der Schweiz im Zweiten Pariser Frieden vom 20. November 1815 mit der Déclaration des Puissances portant reconnaissance et garantie de la neutralité perpétuelle de la Suisse et de l’inviolabilité de son territoire eine Garantie ab, die Unverletzlichkeit und Unabhängigkeit der Schweiz in den 1815 festgelegten Grenzen zu respektieren. Im Gegenzug verpflichtete sich die Schweiz, in künftigen Konflikten neutral zu bleiben. Dabei wurde die Neutralität auch auf Hochsavoyen ausgedehnt, das zum Königreich Sardinien-Piemont gehörte.
Frühere Darstellungen der Schweizer Neutralität als einer Tradition, die weitere Jahrhunderte zurückreiche und mindestens auf die Schlacht bei Marignano zurückgehe, rücken dabei in der jüngeren Geschichtswissenschaft in den Hintergrund. Ihre Wurzeln hatte diese Interpretation in der 1895 erschienenen Geschichte der schweizerischen Neutralität des Zürcher Staatsarchivars und Historikers Paul Schweizer. Dieses Werk ist im Kontext ausländischen Drucks im Zusammenhang mit sozialistischen und anarchistischen Flüchtlingen in der Schweiz zu lesen: Nachdem Russland, Österreich und das Deutsche Reich 1889 gedroht hatten, der Schweiz den am Wiener Kongress definierten Status der dauernden Neutralität zu entziehen, «erfanden» Paul Schweizer und andere Persönlichkeiten eine eidgenössische Neutralitätstradition, wie Andreas Suter unter Bezugnahme auf Eric Hobsbawms Konzept der erfundenen Tradition festhält. Schweizer versuchte in seinem Werk zu zeigen, dass die Schweiz ihre Neutralität nicht den Mächten verdanke. Übernommen und weiterentwickelt wurde seine These später von Edgar Bonjour, dessen gleich betitelte neunbändige, von 1946 bis 1975 erschienene Geschichte der schweizerischen Neutralität für lange Zeit prägend wirkte.
Die praktische Umsetzung der militärischen Neutralität erfolgte im 19. und 20. Jahrhundert durch die sogenannte «Grenzbesetzung» bei militärischen Konflikten nahe dem schweizerischen Staatsgebiet, so z. B. 1866, 1871, siehe auch Savoyerhandel (1859/1860). Die letzte Grenzbesetzung erfolgte zu Beginn des Zweiten Weltkriegs. Adolf Hitler hatte in einem Gespräch mit Alt-Bundesrat Edmund Schulthess am 23. Februar 1937 erklärt, die Neutralität der Schweiz achten zu wollen.

## Neutralitätsrecht und Neutralitätspolitik
Wenn man von Neutralität spricht, gilt es, Neutralitätsrecht und Neutralitätspolitik auseinanderzuhalten:
- Das Neutralitätsrecht ist völkerrechtlich anerkannt und seit 1907 im Haager Neutralitätsabkommen kodifiziert und kommt im Falle eines internationalen bewaffneten Konflikts zur Anwendung. Im Wesentlichen enthält das Neutralitätsrecht die Pflicht zur Unparteilichkeit und Nichtteilnahme sowie das Recht des neutralen Staates, durch den Konflikt unbehelligt zu bleiben. Die Nichtteilnahme bedeutet, dass das neutrale Land weder mit Soldaten noch mit Waffen direkt auf Seiten eines Kriegsführenden teilnehmen noch sein Territorium einem Kriegsführenden zur Verfügung stellen darf. Als dritter Punkt darf es keinem Militärbündnis beitreten.[9][10]
- Die Neutralitätspolitik kommt in Friedenszeiten zur Anwendung und soll die Glaubwürdigkeit und die Wirksamkeit der Neutralität sichern. Die Neutralitätspolitik ist flexibel und kann äusseren Umständen angepasst werden. Die Schweiz hat im Laufe ihrer Geschichte die Neutralität immer als Mittel zum Zweck gesehen und die Neutralität dem jeweiligen aussen- und sicherheitspolitischen Umfeld angepasst.

Die Neutralität ist weder in den aussenpolitischen Zielsetzungen der Bundesverfassung noch in deren Staatszweck erwähnt. In der Verfassung genannte Zielsetzungen wie die Achtung der Menschenrechte, die Förderung der Demokratie und das friedliche Zusammenleben der Völker können darum als höher gewichtet angesehen werden.

„Der Bund setzt sich ein für die Wahrung der Unabhängigkeit der Schweiz und für ihre Wohlfahrt; er trägt namentlich bei zur Linderung von Not und Armut in der Welt, zur Achtung der Menschenrechte und zur Förderung der Demokratie, zu einem friedlichen Zusammenleben der Völker sowie zur Erhaltung der natürlichen Lebensgrundlagen.“

Obgleich die Schweiz als neutraler Staat also im Regelfall nicht in Meinungsverschiedenheiten zwischen anderen Staaten eingreift, bleibt sie dem allgemein anerkannten Völkerrecht (von dem sie nicht zuletzt selbst besonders profitiert) verpflichtet und kann bei Verstößen gegen dieses – etwa im Falle eines Angriffskriegs oder Völkermords – durchaus Position beziehen. Tatsächlich hat die Schweiz das entsprechende humanitäre Völkerrecht sogar selbst entscheidend mitgeprägt und ist zahlreichen diesbezüglichen Konventionen (wie dem Römischen Statut, der Europäischen Menschenrechtskonvention, dem Pakt über bürgerliche und politische Rechte, oder der Ottawa-Konvention) beigetreten. Ebenso ist sie Mitglied bei den Vereinten Nationen, dem Internationalen Strafgerichtshof und dem Europäischen Gerichtshof für Menschenrechte, welche allesamt Instrumente zur Durchsetzung dieser regelbasierten Weltordnung sind.

## Funktionen der schweizerischen Neutralität
Die Neutralität hat laut Alois Riklin traditionell folgende Funktionen:
1. Integration: damit ist die interne Funktion der Neutralität für den Zusammenhalt des Landes gemeint;
2. Unabhängigkeit: die Neutralität sollte dazu dienen, die Eigenständigkeit der schweizerischen Aussen- und Sicherheitspolitik zu sichern;
3. Handelsfreiheit;
4. Gleichgewicht: die Neutralität war der Beitrag der Schweiz zur Stabilität auf dem europäischen Kontinent;
5. Gute Dienste: Möglichkeit der Schlichtung und Vermittlung bei Konflikten zwischen anderen Staaten.

Aufgrund der Schweizer Neutralität siedelten sich einige internationale Organisationen, wie das Rote Kreuz, der UNHCR, die WHO und WTO, dort an. Ebenso wurden dort auf neutralem Boden zahlreiche Friedenskonferenzen veranstaltet und internationale Verträge geschlossen. Auch einige internationale private Vereine und Nichtregierungsorganisationen – etwa im Sport (z. B. FIFA, UEFA, IOC) oder Aktivismus (z. B. Amnesty International oder Ärzte ohne Grenzen) – haben in der Schweiz ihren Sitz.

## Diskussion und Kritik
Das Neutralitätsprinzip geniesst bei der Bevölkerung eine hohe Zustimmungsrate. Stand 2021 befürworteten unverändert seit dem Allzeithoch, das 2019 erreicht worden war, 96 Prozent der Befragten, dass grundsätzlich die Neutralität beibehalten werden soll. Gleichzeitig stieg der Anteil derjenigen, welche eine «differenzielle Neutralität» wünschen, also eine klarere Stellungnahme in politischen, aber nichtmilitärischen Konflikten, signifikant von 49 Prozent im Jahr 2019 auf 57 Prozent im Jahr 2021.
Bei den Sanktionen gegen Russland seit dem Überfall auf die Ukraine im Jahr 2022 schloss sich der Bundesrat den EU-Sanktionen gegen Russland an, nachdem die USA, die EU, alle Schweizer Parteien ausser der SVP und eine Kommission des Nationalrats ein sofortiges Umdenken gefordert hatten. Bundespräsident Ignazio Cassis begründete den in diesem Umfang einmaligen Schritt damit, dass die Invasion völkerrechtlich, politisch und moralisch nicht hinzunehmen sei. Zur Frage der Neutralität sagte er: «Einem Aggressor in die Hände zu spielen, ist nicht neutral.» Armeechef Thomas Süssli und FDP-Parteipräsident Thierry Burkart würden eine verstärkte Zusammenarbeit mit der NATO begrüssen. Eine repräsentative Umfrage in der Schweiz und in Österreich im Mai 2022 ergab, dass die Mehrheit der Schweizer Bevölkerung an der Neutralität festhält und sich für eine ausreichende militärische Verteidigungsfähigkeit des eigenen Landes ausspricht. 49 Prozent der Befragten sprachen sich gleichzeitig für eine engere Zusammenarbeit mit der NATO aus.

### Neutralitätsinitiative 2024
Trotz einer Unterstützung von 71 Prozent von Befragten für die Sanktionen gegen Russland strengte die SVP die Lancierung einer Volksinitiative zur Festschreibung einer strengen immerwährenden Neutralität der Schweiz an («Wahrung der schweizerischen Neutralität (Neutralitätsinitiative)»). Der Text der Volksinitiative wurde nach ihrer Vorprüfung durch die Bundeskanzlei am 8. November 2022 publiziert; die Initianten hatten bis am 8. Mai 2024 Zeit, die erforderlichen 100'000 Unterschriften zu sammeln. René Rhinow nannte das Vorhaben eine «gefährliche Überhöhung» der Neutralität und wies darauf hin, dass sich nicht nur das Umfeld in den letzten 200 Jahren geändert habe, sondern dass dies auch den Handlungsspielraum einschränken würde und der Sicherheit der Schweiz gar «abträglich» wäre. Eine strenge Neutralität könne sich so auswirken, dass «die Sicherheit und die existenziellen Interessen der Schweiz» gefährdet würden. Dies darum, weil die Schweizer Verfassung eine aktive Aussen- und Sicherheitspolitik verlange. Das bedeute auch Zusammenarbeit mit den europäischen Nachbarn. Die Schweiz habe faktisch seit dem Ende des Zweiten Weltkriegs vom Schutzschirm der NATO profitiert, ungeachtet aller Unabhängigkeitsrhetorik. Herfried Münkler wies ebenso auf die Fähigkeit der NATO hin, einen Gegner abzuschrecken, und dass die Schweiz davon profitiere – nur mit Blick auf die Geschichte lasse sich eine wohl nicht mehr adäquate «fetischisierte» Vorstellung der Neutralität vertreten.
Am 27. November 2024 verabschiedete der Bundesrat seine Botschaft zur Volksinitiative der SVP. Darin beantragt er, der Bundesversammlung, Volk und Ständen die Ablehnung der Volksinitiative zu empfehlen. Gerade im heutigen internationalen Umfeld brauche es eine flexible Handhabe der Neutralität im Rahmen der geltenden völkerrechtlichen Vorgaben. Die Verankerung eines spezifischen Neutralitätsverständnisses wäre für die Wahrung der Landesinteressen schädlich. Insbesondere sei ein Mittragen von international breit abgestützten Sanktionen im Interesse der Schweiz. Diese dienten der Aufrechterhaltung einer friedlichen und gerechten internationalen Ordnung. Der Beitritt zu einem Verteidigungsbündnis sei bereits heute nach internationalem Neutralitätsrecht ausgeschlossen, eine Zusammenarbeit mit einem solchen Bündnis liege aber im Interesse der Schweiz.
Im Februar 2025 lehnte die Sicherheitspolitische Kommission des Ständerats (SiK-S) die Initiative ab. Am 27. Mai 2025 wies auch die Aussenpolitische Kommission des Ständerats (APK-S) die Neutralitätsinitiative zurück. Der Entscheid zur Ablehnung wurde mit neun zu drei Stimmen bei einer Enthaltung beschlossen. Mit sieben zu sechs Stimmen wurde ausserdem ein Antrag auf einen direkten Gegenentwurf verworfen. Ein Termin zur Volksabstimmung über die Neutralitätsinitiative ist noch nicht bestimmt; sie wird voraussichtlich 2026 stattfinden.

## Weitere neutrale Staaten
In Europa gelten im Weiteren Irland, Liechtenstein, Malta, Moldau, Monaco, Österreich und die Vatikanstadt als neutral.
Während des Kalten Kriegs pflegten die vier europäischen neutralen Staaten Schweiz, Schweden, Österreich und Finnland eine lockere Verbindung. Zu Beginn der 1990er-Jahre zerfiel diese Gruppe an den unterschiedlichen Interessen.